# Schwartzia petersonii
Schwartzia petersonii är en tvåhjärtbladig växtart som beskrevs av Gir.-cañas. Schwartzia petersonii ingår i släktet Schwartzia och familjen Marcgraviaceae. Inga underarter finns listade i Catalogue of Life.